# Burg Ōgaki
Die Burg Ōgaki (japanisch 大垣城, Ōgaki-jō) befindet sich in der Stadt Ōgaki, Präfektur Gifu. Zuletzt residierte dort der Hauptzweig der Toda-Familie mit einem Einkommen von 100.000 Koku.

## Burgherren in der Edo-Zeit
1. Ab 1601 Ishikawa Yasumichi und Nachkommen mit einem Einkommen von 50.000 Koku.
2. Ab 1615 die Matsudaira (Hisamatsu) mit 50.000 Koku.
3. Ab 1624 die Okabe mit 50.000 Koku.
4. Ab 1633 wieder die Matsudaira (Hisamatsu) mit 60.000 Koku.
5. Ab 1635 Toda Ujikane und Nachkommen mit 100.000 Koku.

## Die Anlage
In der Sengoku-Zeit regierten die Mino-Saitō von Ōgaki aus das Umland, bis es Oda Nobunaga gelang, die Burg und das Gebiet zu übernehmen. Nach dem Tode Nobunagas übernahm Toyotomi Hideyoshi die Burg, die von seinen Verwandten bzw. seinen wichtigen Führern, zuletzt von den Itō genutzt wurde. In der Schlacht von Sekigahara im Jahr 1600 diente die Burg Ōgaki, nur zehn Kilometer vom Schlachtfeld entfernt, Ishida Mitsunari, einem der Hideyoshi-Anhänger, als Stützpunkt. Nach dessen Tod am Ende der Schlacht erhielt Ishikawa Yasumichi (石川 康通; 1554–1607) die Burg. Unter ihm und seinen Nachkommen Ienari (家成; 1572–1650) und Tadafusa (忠総) bekam die Burg durch Instandsetzung und Erweiterung ihre endgültige Gestalt.
Die Burg Ōgaki, umflossen von Verzweigungen des Ibi-kawa (揖斐川), hat die klassische Form einer Niederungsburg. Im Zentrum befindet sich das Hommaru, südlich davon das Ni-no-maru, zusammen umgeben von einem bis zu 70 m breiten Graben. Die weitere Umgebung wird bestimmt durch das San-no-maru und weiteren Burganlagen, die wiederum von einem äußeren Graben, dem Sōgamae (総構) von 4 Kilometer Länge umgeben sind. Das Hommaru, also die innere Burg, besaß einen vierstöckigen Burgturm, einen dreistöckigen Wachturm und zwei zweistöckige, später vier zweistöckige Wachtürme. Das Ni-no-maru wurde durch einen dreistöckigen Wachturm geschützt. Dort befand sich auch die Residenz, das Goten (御殿).
Zu Beginn der Meiji-Zeit, also nach 1868, wurde die Burg abgerissen. Erhalten blieben jedoch der Burgturm und einige Ecktürme. Diese Bauwerke gingen dann im Zweiten Weltkrieg durch Bombardierung verloren. Das Burggelände wurde weitgehend in die Stadt integriert, ein Teil wurde in einen Park umgewandelt. 1959 wurde der Burgturm, 1985 wurde der Ushitorasumi-Wachturm und der Inuisumi-Wachturm wieder aufgebaut.

## Bilder

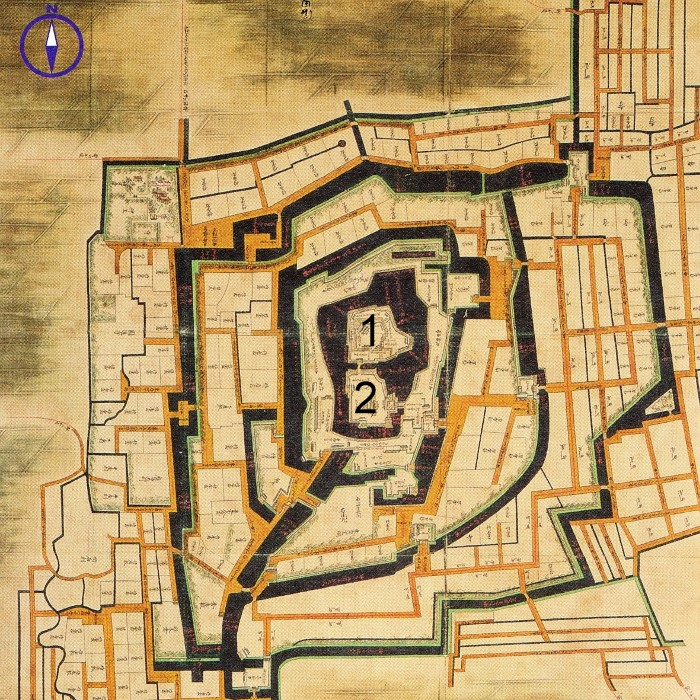
Plan aus der Edo-Zeit
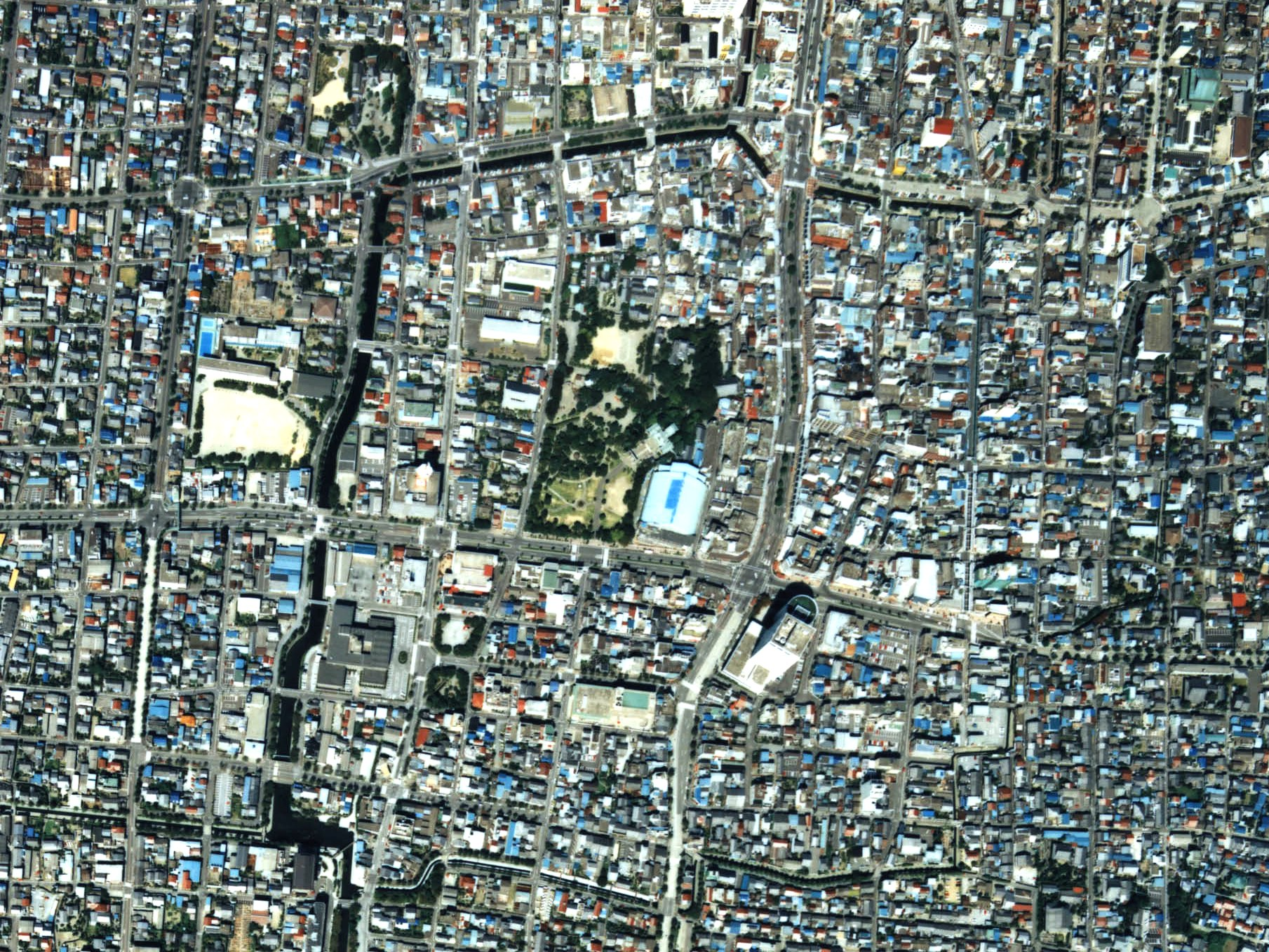
Luftaufnahme
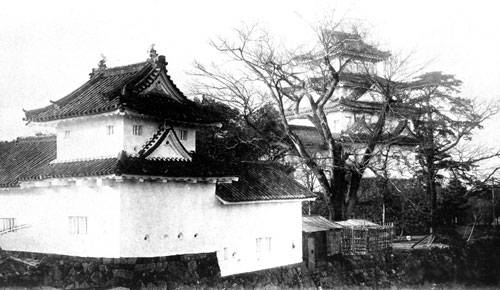
Alte Burgansicht
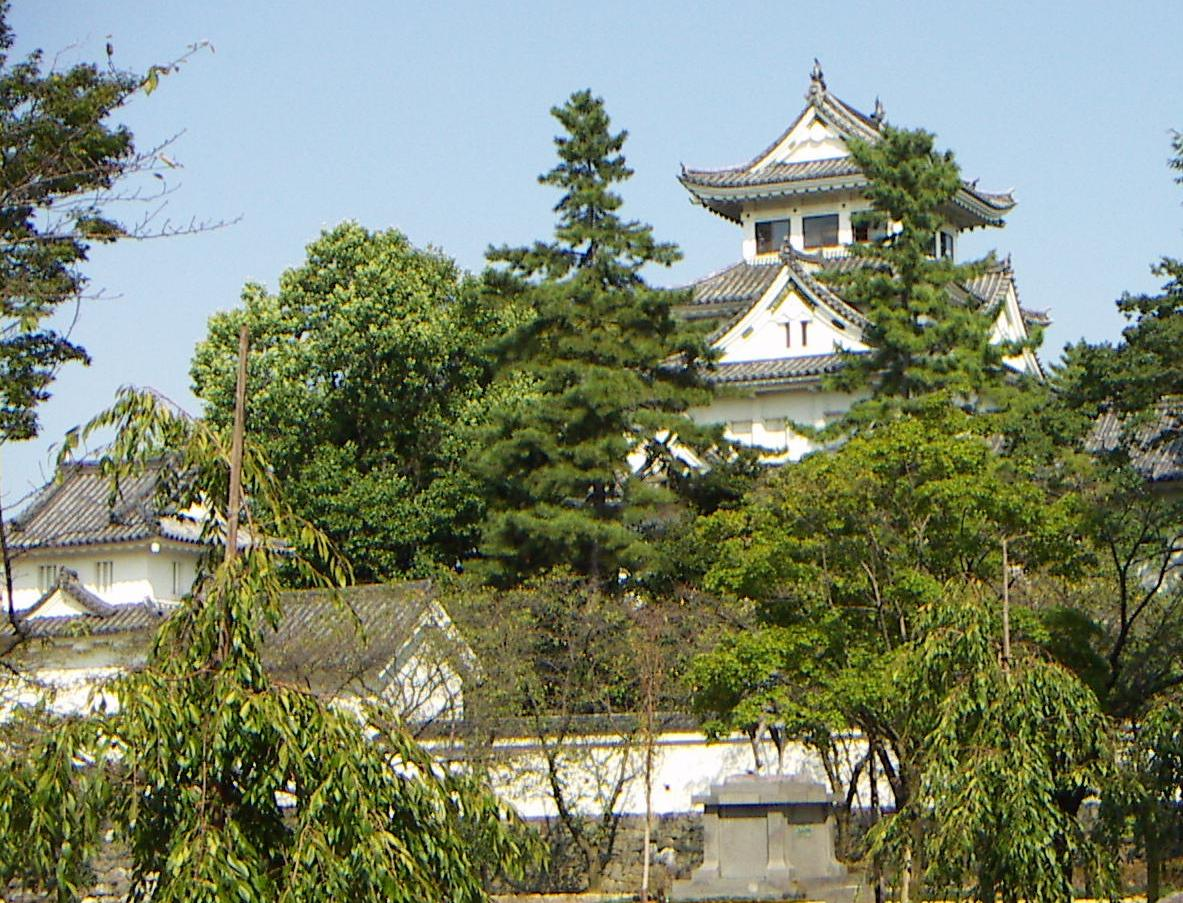
Burgturm
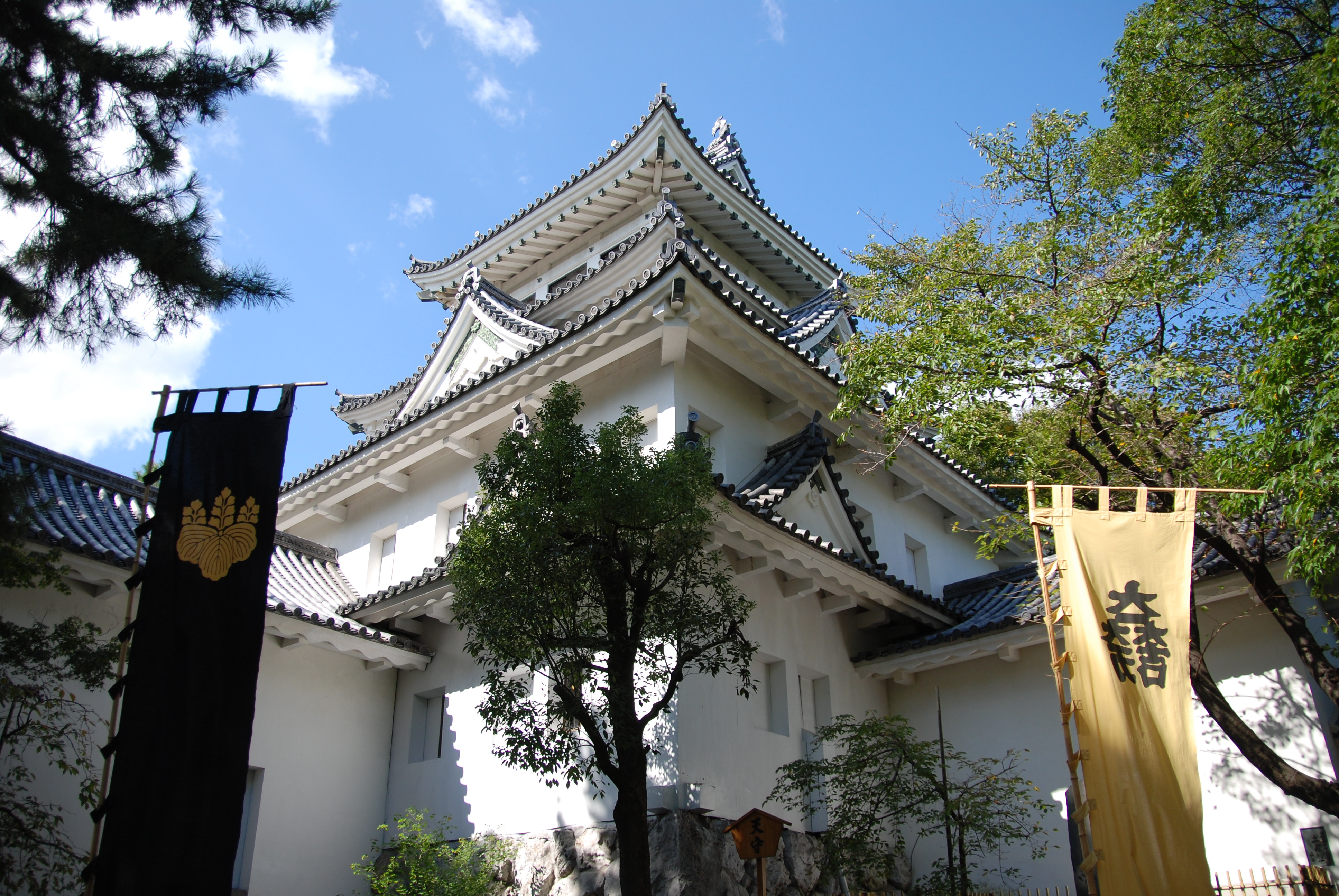
Burgturm, Innenseite[A 2]